# Raïon de Pichtchanka
Le raïon de Pichtchanka (ukrainien : Піщанський район) est une subdivision administrative de l'oblast de Vinnytsia, dans l'Ouest de l'Ukraine. Son centre administratif est la ville de Pichtchanka.